# Poblat de Cala Morell
El poblat de cala Morell és un assentament pretalaiòtic menorquí de l'edat del bronze (i, per tant, anterior a l'època talaiòtica), ubicat al terme municipal de Ciutadella de Menorca. Està situat sobre un promontori rocós d'uns 35 metres d'alçada, al cap costaner que tanca l'entrada per mar a cala Morell pel costat nord-est. Aquest cap costaner es troba protegit, per la part on s'uneix a terra ferma, amb una murada de pedra en sec, construïda aprofitant els desnivells naturals del terreny. Presenta molts trets en comú amb Es Castellet des Pop Mosquer, un assentament situat a pocs quilòmetres.
Al jaciment s'hi distingeixen, en superfície, una dotzena de navetes d'habitació, que són els habitatges típics de l'edat del bronze a Menorca i Mallorca. A la part més alta, s'hi observa una estructura de planta circular d'uns quatre metres de diàmetre, construïda amb grans blocs de pedra i de funció desconeguda. Al centre del poblat, hi ha dues depressions, excavades a la roca, interpretades com a dipòsits per a emmagatzemar l'aigua de pluja. Tot el conjunt es troba protegit per una murada de pedra en sec, que tanca l'accés al promontori per la banda de terra. Pel costat de la mar, les roques són prou altes i escarpades com per a constituir una defensa natural.
L'any 1996, es va dibuixar una planimetria detallada del jaciment, per part de l'equip d'investigació del Museu de Menorca. Actualment, un equip d'arqueòlegs vinculats al Museu Municipal de Ciutadella i al Museu d'Història de Manacor hi estan desenvolupant excavacions arqueològiques des de l'any 2011. Aquest projecte planteja, partint d'uns objectius comuns i compartint una mateixa metodologia de treball, la intervenció arqueològica a dos caps costaners: Sa Ferradura (Porto Cristo, Mallorca) i Es Coll de Cala Morell (Ciutadella de Menorca).
Durant aquests darrers anys, en el marc d'aquest projecte, s'ha portat a terme l'excavació arqueològica de les navetes 11 i 12, així com de la construcció situada a la part més alta del poblat. Es tracta d'unes navetes d'habitació orientades cap al sud, és a dir, edificis amb funcionalitats domèstiques, que es troben adossades a la murada. A l'interior d'aquestes estructures es documenta una llar de foc central i unes banquetes situades al seu voltant. A l'espai situat davant la façana de la naveta 11 s'hi trobà una base de molí in situ així com una estructura de fang, ambdues estructures relacionades segurament amb la preparació d'aliments (molta de cereals, etc.). A la naveta 12, en canvi, aquestes estructures davant la façana no van aparèixer. En canvi, s'hi observen dos murets de tancament a l'entrada.

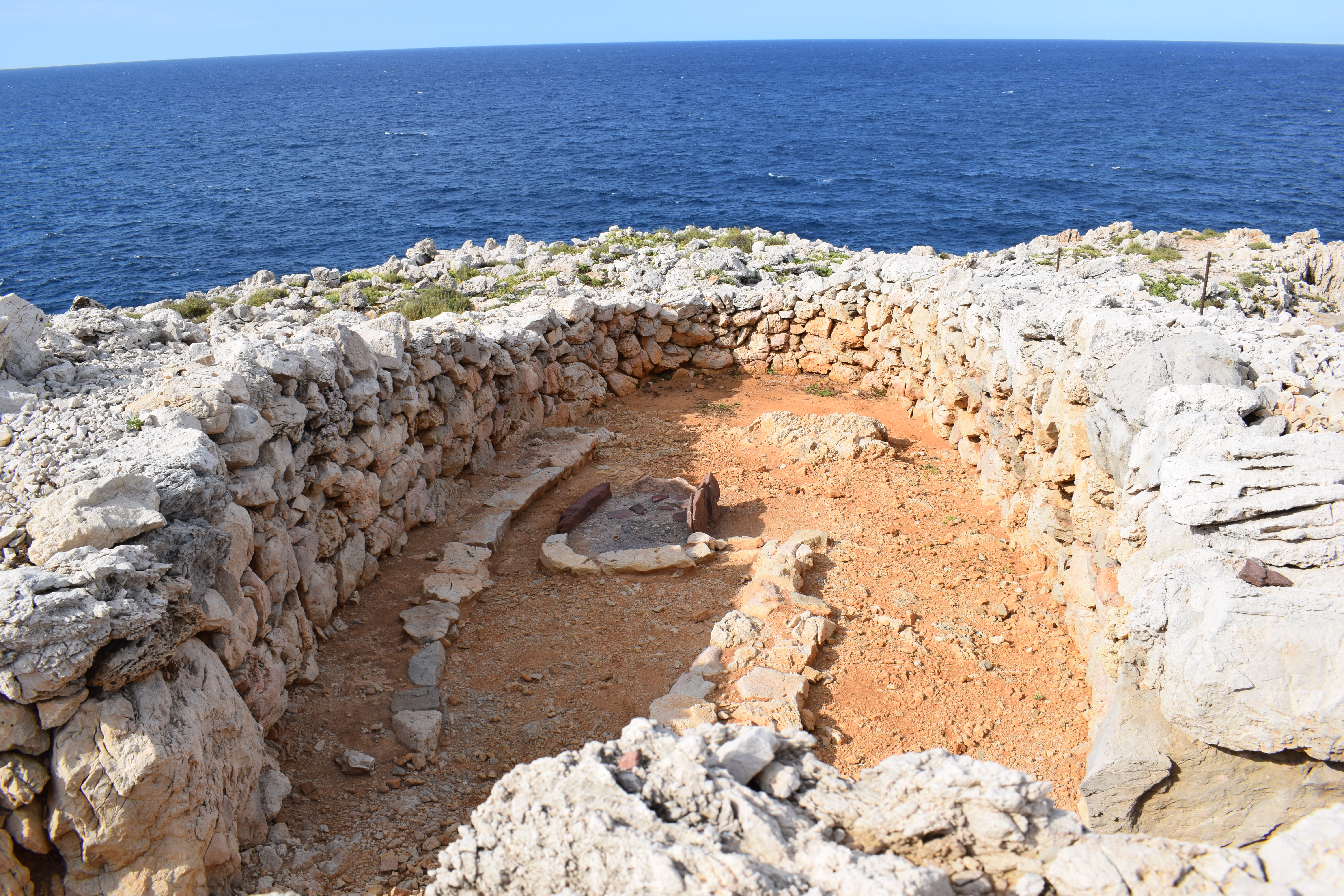
Interior d'una de les navetes excavades, amb llar de foc i banquetes al centre de l'espai

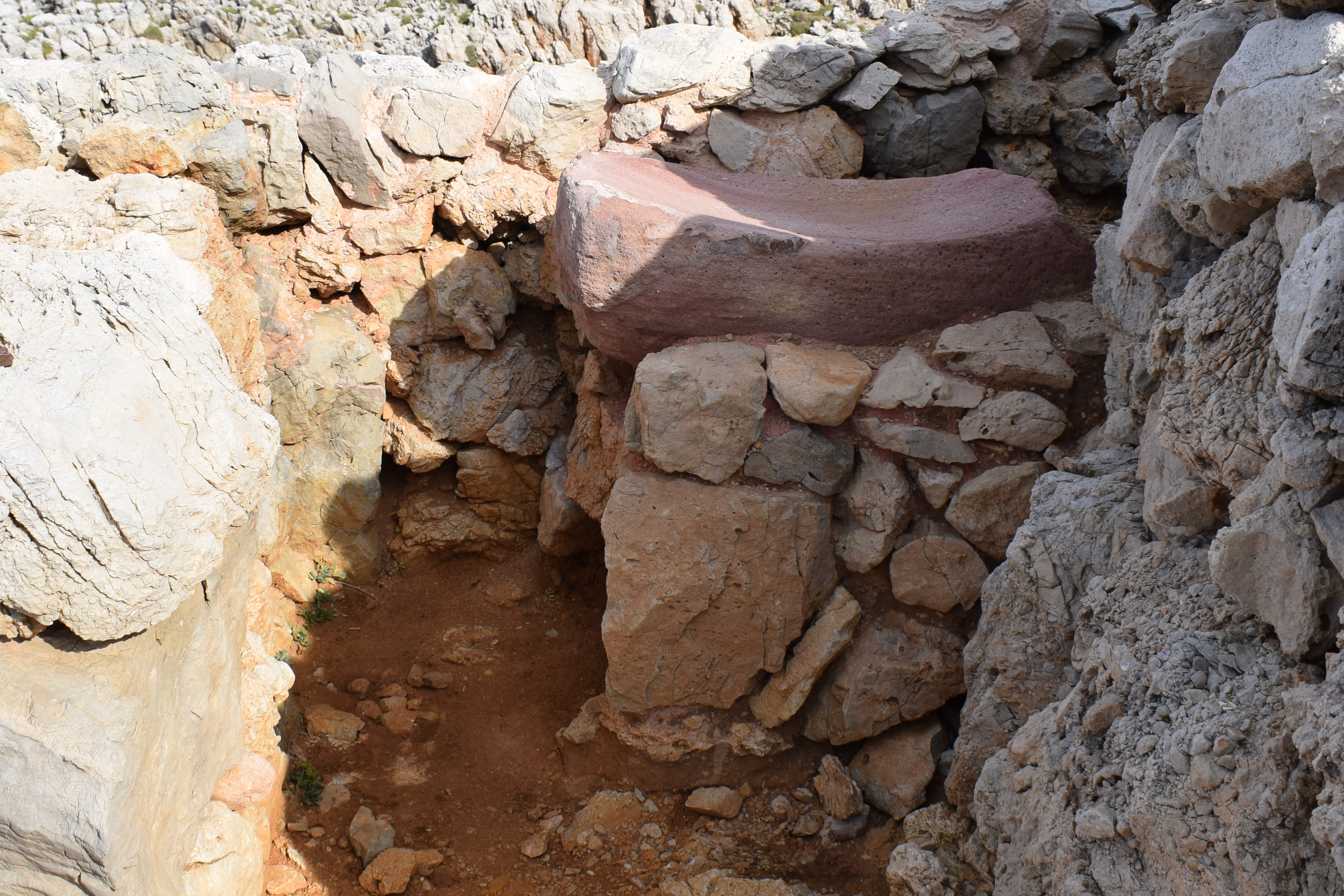
Base de molí davant la façana de la naveta 11

Les estructures documentades, juntament amb els materials recuperats (ceràmica, eines fetes d'os com punxons i espàtules, molins manuals, etc.) així com la gran quantitat de restes d'animals domèstics (cabra, ovella, porc i, sobretot, bou) confirmen l'ús de les navetes com a espai domèstic. D'altra banda, l'absència de restes d'animals marins (peixos, mol·luscs, crustacis) sembla evidenciar que els habitants d'aquest indret, tot i la proximitat del mar, no explotaven els recursos marins. Tot i que resulta sorprenent, aquest és un fet que es constata al llarg de gairebé tota la prehistòria de l'illa, en tots els jaciments excavats.
Les datacions radiocarbòniques indiquen que el poblat va estar ocupat, aproximadament, entre el 1600 i el 1200 aC.
La hipòtesi dels investigadors és que la ubicació del poblat respondria sobretot a necessitats defensives, fruit d'un context de conflictes socials.
És un dels 32 jaciments prehistòrics menorquins que es presenten a la candidatura de la Menorca Talaiòtica com a Patrimoni de la humanitat a la UNESCO.